# 渡辺武弘
渡辺 武弘（わたなべ たけひろ、1961年12月16日 - ）は、日本の元卓球選手、卓球指導者。福岡県山門郡大和町（現柳川市）出身。
戦型は左ペンホルダードライブマン。

## 経歴
オリンピックには1988年ソウルオリンピック、1992年バルセロナオリンピックの2回、世界卓球選手権には1983年から1991年まで4度日本代表に選ばれて出場している。また、1991年の全日本卓球選手権では渋谷浩を破りシングルス優勝を果たした。熊谷商業高校から明治大学、協和発酵（現・協和発酵キリン）に進んだ。その後いったんは卓球界から離れ、酒類関係の営業職をしていた。2011年4月、中部大学准教授に就任し、卓球の指導を行っている。
出身地の柳川市では、ソウルオリンピック出場を記念して始まった県内外の中学校による親善卓球大会が毎年行われている。
2021年10月、卓球女子ナショナルチームの監督に就任した。
- 埼玉県立熊谷商業高等学校卒業
- 明治大学文学部文学科卒業
- 協和発酵
- アサヒビール[1]
- エルビー[1]
- 2011年4月 中部大学全学共通教育部 健康とスポーツ教育科 准教授[7]

## 主な成績
- 1976年 全国中学校卓球大会 シングルス優勝
- 1979年 全国高等学校総合体育大会卓球競技大会 シングルス、ダブルス（斎藤清とのペア）優勝
- 1980年 関東学生新人卓球選手権 シングルス、ダブルス優勝[8]
- 1982年 関東学生卓球選手権 シングルス優勝
- 1982年から1985年 全日本卓球選手権 男子ダブルス優勝（斎藤清とのペアで4年連続優勝）[9]
- 1983年 関東学生卓球選手権 ダブルス優勝（斎藤清とのペア）
- 1984年 アジアカップニューデリー大会 シングルス7位
- 1988年 ソウルオリンピック出場（斎藤清とのダブルス）
- 1990年から1992年 全日本卓球選手権 混合ダブルス優勝（大野知子とのペアで3年連続優勝）[9]
- 1991年 全日本卓球選手権 シングルス優勝[9]、世界卓球選手権千葉大会（幕張メッセ）混合ダブルス出場（大野知子とのペア）[10]アジアカップダッカ大会 シングルスベスト8
- 1992年 バルセロナオリンピック出場（シングルス及び仲村錦治郎とのダブルス）
- 1993年 全日本卓球選手権 男子ダブルス優勝（松下雄二とのペア）[9]

## テレビ番組
- 卓球ジャパン! 女子日本代表・渡辺武弘監督 番組初出演！（2022年11月26日、BSテレ東）[11]